# Yummy
«Yummy» es una canción de la cantante estadounidense Gwen Stefani en colaboración con el cantante estadounidense Pharrell Williams. Fue lanzada a través de Interscope Records el 11 de noviembre de 2006 como sencillo promocional de su segundo álbum de estudio The Sweet Escape (2006). Fue grabada durante varias sesiones en Miami, Florida y Hollywood, California, en julio de 2005, prevista para un extended play o como pista adicional en su álbum de video Harajuku Lovers Live (2005). La canción fue escrita por Stefani y Williams, y producida por The Neptunes. La canción es de género dance-pop y es acompañada por un rap «day-glo». Sus letras tratan sobre la comida, las relaciones sexuales y los roles que un individuo puede tener dentro de un hogar.

## Versiones
“Yummy”, habría sido el segundo sencillo de The Sweet Escape, pero debido al no gusto de “Wind It Up”, nunca se lanzó al mercado oficialmente. Cuatro versiones tiene el sencillo: álbum versión, a cappella, instrumental y edición limitada.